# Macroglossum gyrans
Macroglossum gyrans là một loài bướm đêm thuộc họ Sphingidae, chi Macroglossum.

## Hình ảnh

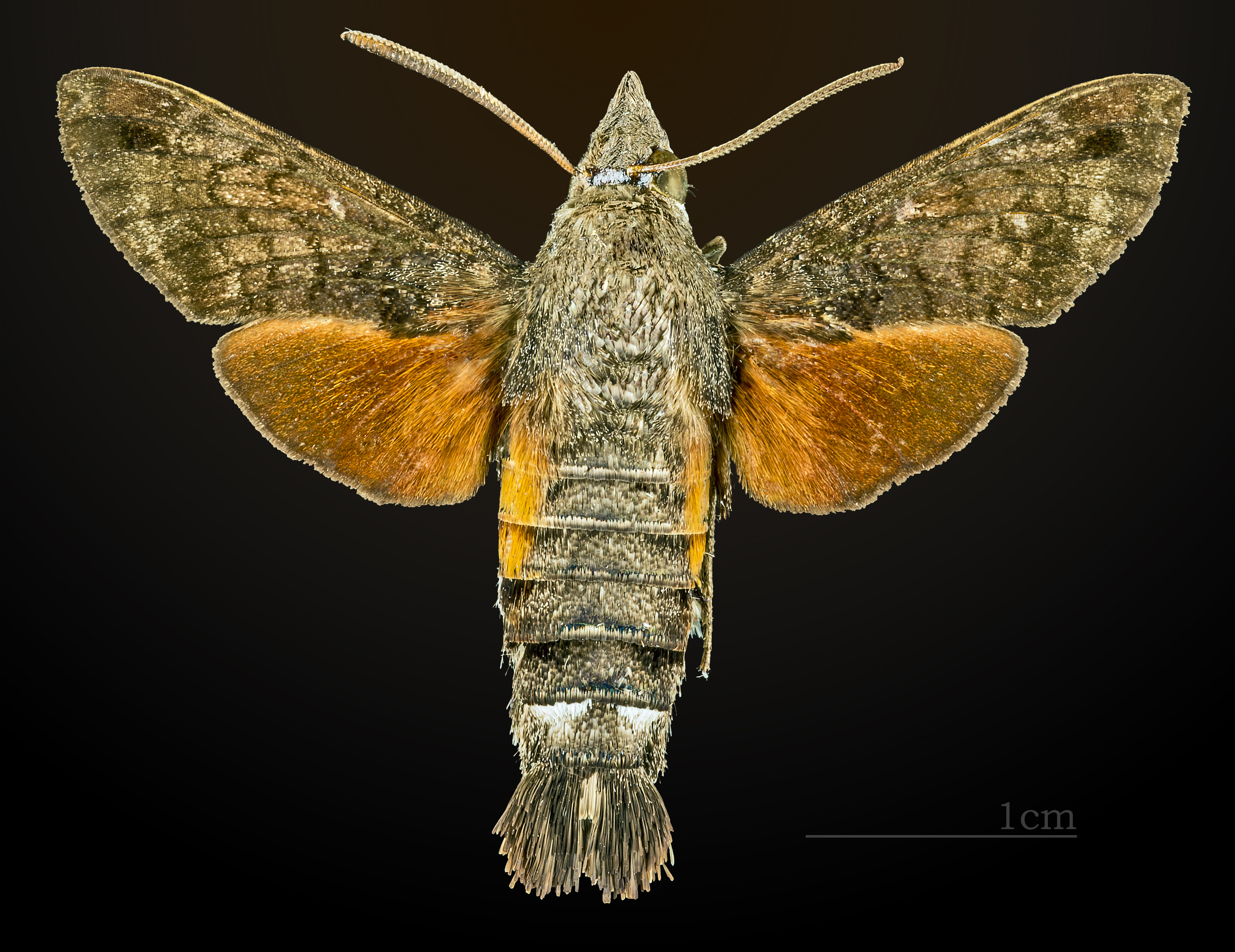
mặt lưng
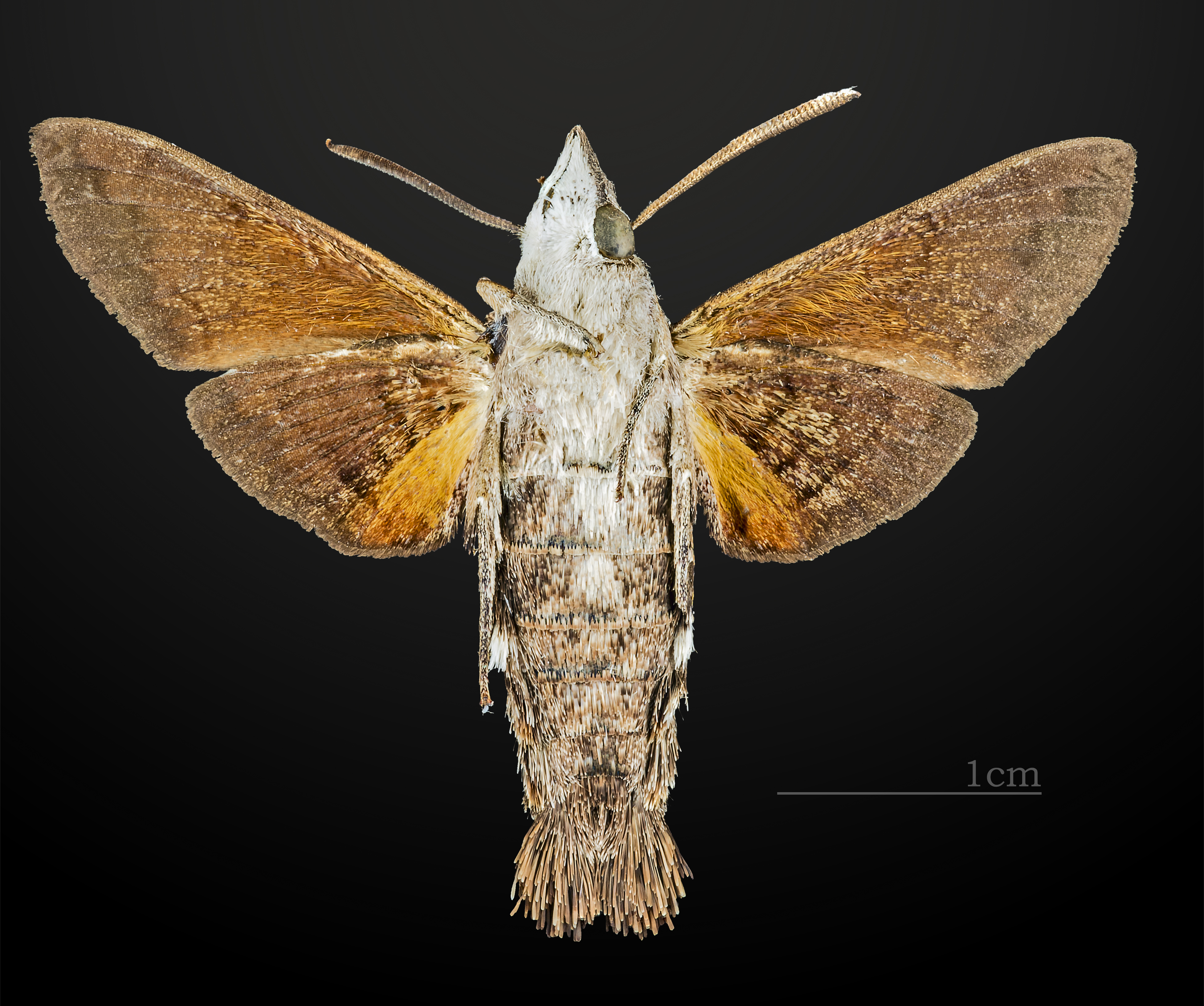
thuộc về bụng